# ブルース・ハーク
ブルース・ハーク（Bruce Haack、1931年5月4日 – 1988年9月26日）は、カナダの音楽家、作曲家。電子音楽のパイオニア、ヴォコーダーの発明者として知られる。

## 生涯

### アルバータ - ニューヨーク (1931年-1963年)
1954年にアルバータ大学を卒業し、ニューヨークのジュリアード音楽院にてヴィンセント・パーシケッティの下で音楽を学んでいたが、わずか8カ月で退学してしまう。1960年代、電子音楽とシンセサイザーが一般に認知され、ハークはテレビ番組で電子楽器の生演奏を披露するようになった。

### チルドレン・ミュージック - 『Electric Lucifer』 (1963年-1976年)
1962年、ハークは子どもダンス教室の教師だったエスター・ネルソンと共に、チルドレン・ミュージック（子供向けの音楽）のレーベル「Dimension 5」を立ち上げた。

### 「Party Machine」 - 晩年 (1977年-1988年)
アルバム『Haackula』を作成した後、ハークは病に倒れ、Dimension 5の活動は停滞。1982年、デフ・ジャムのラッセル・シモンズとのコラボ作品「Party Machine」を発表。1988年、ハークは心臓病でこの世を去った。

## 音楽的発明
- 「Peopleodian」(1950年代中期) - 9ボルトの電池で人の皮膚同士が接触して音を出すアナログ・シンセサイザー。「M」や「Dermatron」という異なるバージョンも存在する。[1]
- 「Mr C」(1960年代中期) - ロボット型のアナログ・シンセサイザーで、楽曲の演奏がプログラミングできた。
- 「The Musical Computer」(1967年) - シンセサイザーとデジタルサンプラーがスーツケースのような箱に収納されていて、センサーに人の皮膚が触れると音と光が出る。アメリカの子ども番組『Mr. Roger’s Neighborhood』の司会者フレッド・ロジャースが名づけた。
- 「Farad」(1968年) - モーション制御式のヴォコーダーで、イギリスの物理学者マイケル・ファラデーに因んで名づけられた。

## ディスコグラフィ

### アルバム
- 『ダンス・シング・アンド・リッスン』 - Dance Sing And Listen (1963年、Dimension 5) ※ミス・ネルソン&ブルース名義 with エスター・ネルソン
- Dance Sing And Listen Again! (1963年、Dimension 5) ※ミス・ネルソン&ブルース名義 with エスター・ネルソン
- Dance, Sing, And Listen Again & Again! (1966年、Dimension 5) ※ミス・ネルソン&ブルース名義 with エスター・ネルソン
- 『ウェイアウト・レコード・フォー・チルドレン』 - The Way-Out Record For Children (1968年、Dimension 5)
- 『エレクトリック・レコード・フォー・チルドレン』 - The Electronic Record For Children (1969年、Dimension 5)
- The Electric Lucifer (1970年、Columbia)
- 『ダンス・トゥ・ザ・ミュージック』 - Dance To The Music (1972年、Dimension 5) ※with エスター・ネルソン
- 『キャプテン・エントロピー』 - Captain Entropy (1974年、Dimension 5)
- 『ディス・オールド・マン』 - This Old Man (1975年、Dimension 5)
- 『エベニーザー・エレクトリック』 - Ebenezer Electric (1976年、Dimension 5) ※with テッド・パンデル
- 『ファンキー・ドゥードゥル』 - Funky Doodle (1976年、Dimension 5) ※with エスター・ネルソン、テッド・パンデル
- 『バイト』 - Bite (1981年、Bite) ※1977年録音のアルバム『Haackula』からの音源。with エド・ハーヴェイ
- 『トゥゲザー』 - Together (1983年、Dimension 5) ※ジャックパイン・サヴェッジ名義
- 『エレクトリック・ルシファー・ブック2』 - Electric Lucifer Book 2 (2001年、Q.D.K. Media) ※1979年録音
- Haackula (2008年、The Omni Recording Corporation) ※1977年録音
- Remixes (2012年、Stones Throw)
- Preservation Tapes (2018年、Telephone Explosion)

### 映像作品
- 『ブルース・ハーク ザ・キング・オブ・テクノ』 - Haack - King of Techno (2004年、Seventh Art Releasing) ※フィリップ・アナグノス監督によるドキュメンタリー映画